# Mitre Peak
De Mitre Peak is een berg in het Milford Sound-fjord en het hoogste punt van het Nieuw-Zeelandse natuurreservaat Nationaal park Fiordland. De berg dankt zijn naam aan de opvallende vorm, vergelijkbaar met die van een mijter.